# Киссин, Борис Иосифович
Бори́с Ио́сифович Ки́ссин (7 октября 1907, Москва — 9 февраля 1985, Заволжск) — советский инженер-химик и изобретатель, кандидат технических наук (1969). Более 45 лет проработал на Заволжском химическом заводе имени М. В. Фрунзе, где с 1948 по 1976 год возглавлял центральную заводскую лабораторию. Заслуженный изобретатель РСФСР (1969).

## Биография
Родился 7 октября 1907 года в Москве. Отец, Иосиф-Хаим Шоломович Киссин, был юристом; мать, Хая Абрамовна (урождённая Шабат), — стенографисткой.
В 1930 году окончил Московский химико-технологический институт имени Д. И. Менделеева. Во время учёбы также преподавал математику на подготовительных курсах при Московском кожевенном институте.
После окончания института в июне 1930 года был направлен по распределению на Заволжский химический завод имени М. В. Фрунзе в городе Заволжске Ивановской области, с которым была связана вся его последующая профессиональная деятельность. Начал карьеру в должности сменного инженера органических производств, принимал участие в монтаже оборудования и пуске новых цехов. Уже через год был назначен руководителем производственной практики студентов и учащихся школы ФЗУ, для которых вёл курсы по химическим дисциплинам.
С августа 1933 года занимал должность инженера производственного отдела. В том же году в журнале «Анилино-красочная промышленность» была опубликована его первая научная статья «Выделение мета-ксилидина из смеси изомеров посредством муравьиной кислоты». В 1939 году за трудовые успехи был награждён медалью «За трудовую доблесть».

### Период Великой Отечественной войны
В годы Великой Отечественной войны Борис Киссин был назначен начальником производственно-технического отдела и заместителем главного инженера завода. Летом 1941 года, после того как прибывшая на завод бригада отраслевого НИИ не смогла в установленные сроки организовать выпуск необходимого оборонного продукта, Киссин вместе с группой заводских специалистов за два месяца разработал и внедрил альтернативную технологию, успешно решив поставленную задачу.
Под его руководством на заводе в 1942 году было организовано крупномасштабное производство сахарина. По запросу местных аптечных управлений была разработана и внедрена технология производства стрептоцида для нужд госпиталей. В условиях дефицита сырья для этого пришлось наладить собственное производство уксусной кислоты. Кроме того, было организовано производство инсектицида «Дуст ДФА» и красителей цвета хаки.
За вклад в обеспечение нужд фронта в 1943 году был награждён нагрудным знаком «Отличник социалистического соревнования», а в 1946 году — первым орденом Трудового Красного Знамени.

## Научная и производственная деятельность
Первые авторские свидетельства на изобретения в области синтетических красителей Б. И. Киссин получил в 1935—1936 годах. Предложенные им технологии позволили повысить качество продукции и снизить вредность производства; они были внедрены как на Заволжском, так и на Пермском химических заводах.
В конце 1945 года по поручению Наркомата (позднее — Министерства) химической промышленности СССР был отправлен в длительную командировку в советскую зону оккупации Германии. Там он занимался организацией производства химикатов для цветной кинематографии, а затем работал в распоряжении отдела науки и техники Советской военной администрации.
В 1948 году вернулся на Заволжский химический завод, где был назначен начальником центральной заводской лаборатории. Эту должность он занимал 28 лет, до своего выхода на пенсию в 1976 году. Под его руководством лаборатория стала важным научным центром, разработавшим и внедрившим технологии, которые использовались на пяти химических предприятиях СССР. В частности, для шинной промышленности был освоен выпуск нитрозодифениламина, что позволило отказаться от импорта и наладить экспорт этого продукта. Для фармацевтической отрасли было налажено производство противотуберкулёзного препарата ПА СК. К 1968 году общий экономический эффект от внедрения изобретений и рационализаторских предложений Киссина составил 779 тыс. рублей.
В 1969 году защитил диссертацию на соискание учёной степени кандидата технических наук без отрыва от производства. Являлся автором и соавтором более 200 научных работ. Значимость его исследований была отмечена включением отдельных работ в фундаментальные монографии «Основы синтеза промежуточных продуктов и красителей» Н. Н. Ворожцова и «Сульфирование и щелочное плавление в промышленности органического синтеза» Б. Е. Беркмана.
Активно участвовал в научной жизни страны: был делегатом пяти Всесоюзных Менделеевских съездов, более двадцати всесоюзных и межвузовских конференций, в том числе организованных АН СССР, а также трёх международных съездов (включая конгресс в Брюсселье). На протяжении 22 лет возглавлял местное отделение ВХО им. Д. И. Менделеева. Входил в состав научно-технического совета Главного управления красителей и органических продуктов Министерства химической промышленности СССР.

## Личная жизнь и общественная деятельность
Был холост, детей не имел. Поддерживал переписку со старшей сестрой Лидией Иосифовной. Владел тремя иностранными языками, много путешествовал. После выхода на пенсию в 1976 году продолжал активно участвовать в жизни города, публикуя в местной прессе статьи по актуальным вопросам, таким как работа общественного транспорта и необходимость сохранения исторической застройки в соседней Кинешме.

## Награды и звания
- Три ордена Трудового Красного Знамени (в том числе 1946[2])[1]
- Медаль «За трудовую доблесть» (1939)[3]
- Нагрудный знак «Отличник социалистического соревнования» (1943)[2]
- Другие медали[1]
- Заслуженный изобретатель РСФСР (19 декабря 1969)[1]
- Персональный пенсионер республиканского значения[3]
- Почетная грамота в связи с 50-летием Ленинского декрета в области изобретательства в СССР[4]

## Память
Скончался 9 февраля 1985 года в своей квартире в Заволжске. Похоронен на старом городском кладбище Заволжска.